# Dysphania subrepleta
Dysphania subrepleta là một loài bướm đêm trong họ Geometridae.